# Amici (videogioco)
Amici è un videogioco di simulazione, pubblicato il 30 giugno 2009 per Nintendo DS, gioco ufficiale del talent show Amici di Maria De Filippi.

## Modalità di gioco
Il videogioco si sviluppa intorno al format della trasmissione Amici di Maria De Filippi, e quindi dopo aver creato il proprio personaggio, il giocatore dovrà affrontare una serie di sfide di recitazione, canto e danza (sviluppate attraverso dei mini-giochi) di livello sempre crescente per riuscire a diventare alla fine il vincitore del talent show. Nel corso del videogioco si incontreranno vari personaggi realmente appartenenti al mondo della trasmissione.
È possibile scegliere di giocare in modalità "carriera" e quindi seguire tutta la storia del gioco, oppure nella modalità "free-play" in cui è possibile avere accesso, una volta sbloccate, a tutte le sfide ed ai mini giochi presenti.

## Personaggi
- Adriano Bettinelli
- Alessandra Amoroso
- Agata Reale
- Alessandra Celentano
- Alice Bellagamba
- Anbeta Toromani
- Andrea Dianetti
- Federico Angelucci
- Fioretta Mari
- Francesco Mariottini
- Garrison Rochelle
- Giulia Ottonello
- Kledi Kadiu
- Leon Cino
- Luca Napolitano
- Peppe Vessicchio
- Roberta Bonanno
- Samantha Fantauzzi
- Susy Fuccillo